# 1245
1245 (MCCXLV) fue un año común comenzado en domingo del calendario juliano.

## Acontecimientos
- 17 de julio - Inocencio IV excomulga a Federico II en el Concilio de Lyon I.
- Reconquista de Cartagena.
- España - Jaime I de Aragón conquista  Onteniente, Denia y Biar.